# احمد فارس البنعلی
احمد فارس البنعلی (عربی: أحمد فارس البنعلي؛ زادهٔ ۲۷ اوت ۱۹۷۵) یک بازیکن فوتبال اهل قطر است.

## باشگاهی
از باشگاه‌هایی که در آن بازی کرده‌است می‌توان به الغرافه، العربی قطر اشاره کرد.

## تیم ملی
وی همچنین در تیم ملی فوتبال قطر بازی کرده است.